# Voe of Browland

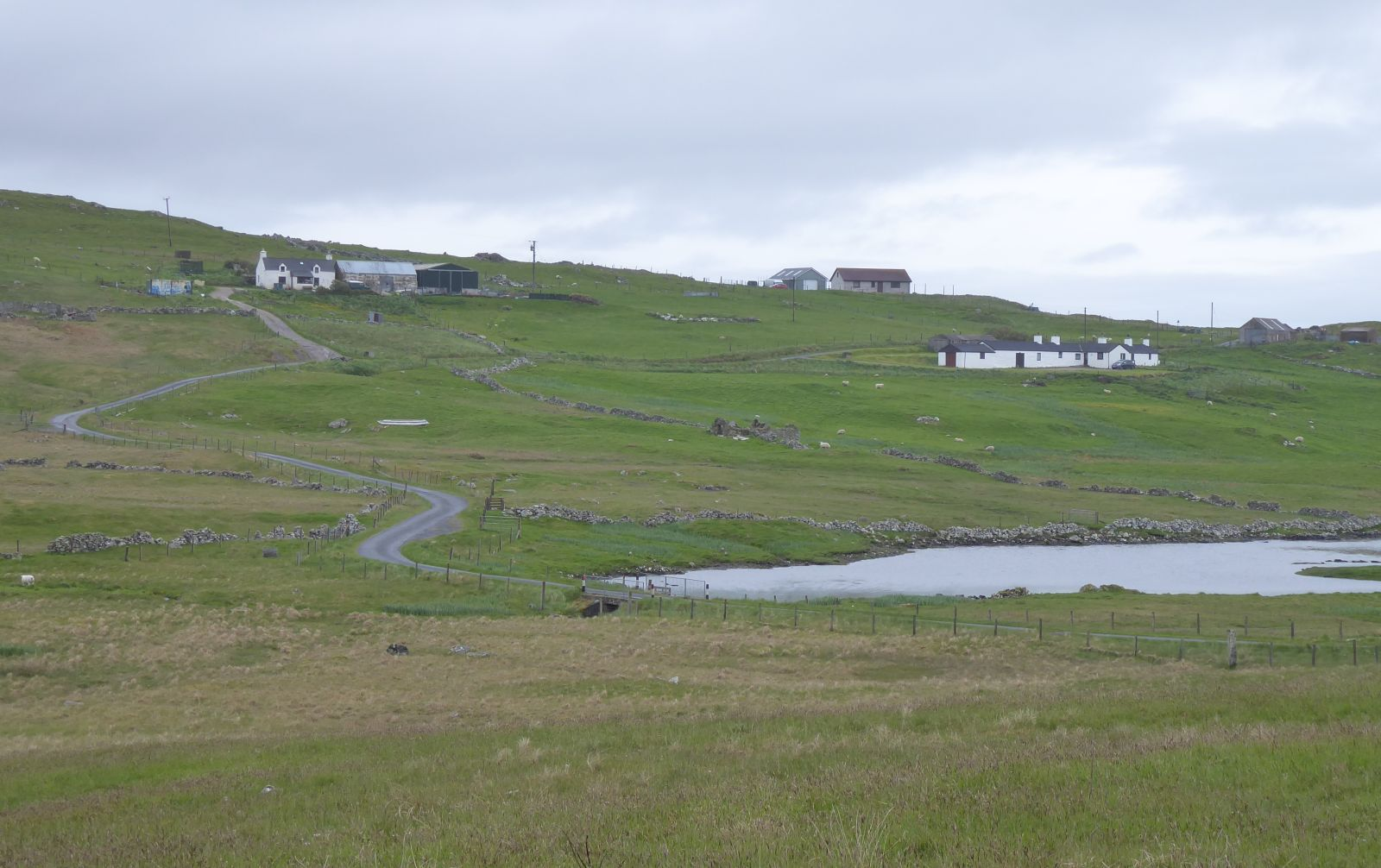
Das nordwestliche Ende der Voe

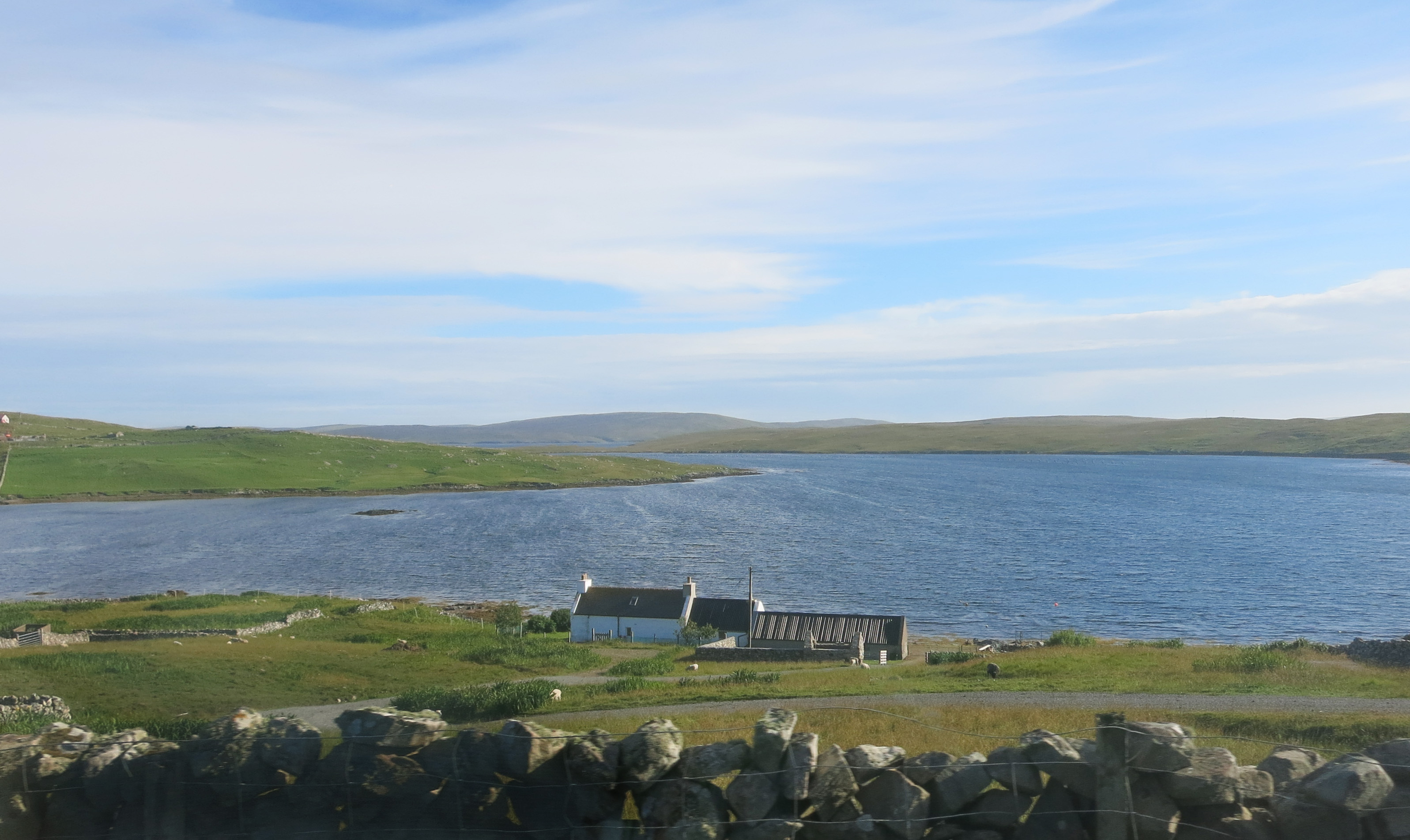
Blick über die Bucht im Nordosten

Die Voe of Browland ist eine Meeresbucht (Voe), die im Südwesten der zu Schottland zählenden Shetlands liegt.

## Geographie
Die Voe of Browland ist eine Bucht, die im Westen von Mainland liegt. Dort bildet sie den nordwestlichen Ausläufer der Gruting Voe, der Zufluss erfolgt über den See Loch of Brouster. Die Begrenzung zur Gruting Voe im Südwesten markiert die Mara Ness, im Südosten geht sie in die Scutta Voe über. Die Ufer der Bucht sind dünn besiedelt. Die nächste größere Ortschaft ist Walls, zweieinhalb Kilometer entfernt im Südwesten.

## Historisches
Im Rahmen der historischen Gliederung Schottlands in Civil Parishes zählt die Voe of Browland zu Walls and Sandness.